# 新潟県道86号長岡インター線
新潟県道86号長岡インター線（にいがたけんどう86ごう ながおかインターせん）は、新潟県長岡市を通る県道（主要地方道）である。

## 概要
関越自動車道・長岡ICを起点に、国道8号（長岡バイパス）・国道404号長岡東西道路などを結ぶ道路。IC南側に広がる商工業集積地・新産地区の幹線道路でもある。全線片側2車線となっており、長岡ICはこの県道86号と長岡バイパスのジャンクションを兼ねている。

### 路線データ
- 起点 : 長岡市南七日町（長岡IC・国道8号交点）
- 終点 : 長岡市新産一丁目（国道404号交点）

## 歴史
- 1993年（平成5年）5月11日 - 建設省から、県道長岡インター線が長岡インター線として主要地方道に指定される[1]。

## 地理

### 通過する自治体
- 長岡市

### 交差する道路
- 関越自動車道（長岡IC）
- 国道8号 長岡バイパス（長岡IC・上り線）
- 国道404号（新産三丁目交差点、終点）